# 石頭人
石頭人（英語：The Thing），是美國漫威漫畫《驚奇4超人》的漫畫人物。他是「驚奇4超人」的成員。他外表是以橙色的石頭組成，富有幽默感。在IGN的前100名的漫画书英雄中排行第18。
石頭人英文原名「Thing」意謂「難以名之的東西」，由來是隱形女俠看到他因為事故身體產生異變時，失聲驚呼「He's turned into a-- a-- some sort of a thing!」（他變成了一個──一個──某種玩意兒！）

## 能力
石頭人擁有超乎常人的耐力和力量，原本只有五噸的力量，但經過訓練後，慢慢增加至85噸、90噸以及100噸。岩石般的堅硬皮膚不但有極度強大的防禦力，還具有更強的靈巧性、反射敏感度和增強的肺活量

## 其他媒體

### 電影
- 《神奇4俠》（1994年）：由Carl Ciarfalio飾演。
- 神奇四俠系列電影
  - 《神奇4俠》（2005年）：由麥克·切克里斯飾演。
  - 《神奇4俠：銀魔現身》（2007年）：由麥克·切克里斯飾演。
  - 《神奇4俠》（2015年）：由占美·比爾飾演。
- 漫威電影宇宙：由艾邦·摩斯-貝克許飾演828號宇宙的石頭人。
  - 《驚奇4超人：第一步》（2025年）
  - 《復仇者聯盟：末日之戰》（2026年）

### 遊戲
- 《漫威：未來之戰》：手機遊戲，石頭人是玩家可使用角色之一。
- 《漫威超級戰爭》
- 《漫威爭鋒》：由安德魯·莫加多配音。